# Дайти
Дайти (на албански: Mali i Dajtit) е планина в Албания намираща се непосредствено на изток от столицата Тирана. Затова често е наричана планината на Тирана. В този смисъл Дайти има за албанската столица значението което има Витоша за София.
Дайти е и един от първите четири национални парка на Албания, обявен за такъв през 1966 г. заедно с Логара, Валбона и Дренова. През зимата планината често е покрита със сняг, и е популярна за отдих на столичното население на Тирана, в която рядко пада сняг. Склоновете на планината са гористи и покрити с бор, дъб и бук. Във вътрешността на Дайти могат да се видят каньони, водопади, пещери, езеро, както и стара крепост. Дайти е най-западната планинска верига от т.нар. албански планини. От Тирана през Дайти върви трасето на проектирания нов албански път.
Националният парк Дайти заема площ от около 29 384 хектара и е под юрисдикцията и управлението на община Тирана, а преди е бил подопечен на албанското министерство на горското стопанство.